# Batasio merianiensis
Batasio merianiensis е вид лъчеперка от семейство Bagridae.

## Разпространение
Видът е разпространен в Индия (Асам).